# José Francisco Rojo Arroita
José Francisco Rojo Arroita   (Bilbao, 28 de gener de 1947 - Leioa, 23 de desembre de 2022), més conegut com a Txetxu Rojo o Rojo I, va ser un futbolista i entrenador basc. Jugava d'extrem esquerre i el seu únic equip va ser l'Athletic Club. Era el germà del també jugador de futbol José Ángel Rojo.

## Trajectòria

### Com a jugador
Rojo, de bon jove, va jugar en les categories inferiors de l'Athletic Club, fins al 1965, any en el qual passà a formar part de la primera plantilla. Va debutar amb el seu club a la primera divisió espanyola el 26 de setembre de 1965 en el partit Córdoba CF 1 - Athletic Club 0. Amb l'Athletic Club va aconseguir guanyar 2 copes del Generalísimo. En total, va disputar 413 partits a primera divisió, convertint-se en un dels jugadors amb més partits disputats en la història de l'Athletic Club. En total va marcar 48 gols. Es va retirar el 1982. L'Athletic va celebrar un partit d'homenatge en honor seu, jugant contra la selecció d'Anglaterra.

### Com a entrenador
El 1986 va començar a entrenar l'equip filial de l'Athletic Club. El 1989 va passar a ser l'entrenador del primer equip.
Després d'estar dos anys sense equip, va començar a entrenar el Celta de Vigo, equip en el qual va romandre dues temporades i amb el qual va guanyar el campionat de segona divisió espanyola el 1992. Les tres següents temporades va entrena el CA Osasuna i la UE Lleida.
La temporada 1997-98 va fitxar per la UD Salamanca, i un any més tard va començar a fitxar pel Reial Saragossa, on va aconseguir el seu millor lloc en la lliga de primera divisió espanyola com a entrenador, quart (temporada 1999-00). Gràcies a aquest èxit va torna a la temporada següent a la banqueta de l'Athletic Club, on va romandre una temporada per tornar al Real Zaragoza a l'any següent.
La temporada 2003-04 encara va dirigir el Rayo Vallecano i es va retirar el 2004.

## Palmarès

### Com a jugador
- 2 copes d'Espanya (Copa del Generalíssim): 1968/69 i 1972/73.[10]

### Com a entrenador
- 1 lliga espanyola (Segona Divisió): 1991/92.[6]